# Muhammad ibn Tugdzs al-Ihsíd
Abu Bakr Muhammad ibn Tugdzs – arab betűkkel أبو بكر محمد بن طغج (Abū Bakr Muḥammad ibn Ṭuġǧ) – (Bagdad, 882. február 5. – Damaszkusz, 946. július 24.), akit röviden a kalifától kapott al-Ihsíd (arab betűkkel الإخشيد [al-Iḫšīd]) tiszteleti néven szokás emlegetni, középkori muszlim fejedelem, az Egyiptomot, Palesztinát, Dél-Szíriát és a Hidzsázt uraló Ihsídida-dinasztia alapítója volt.
Török katonacsalád sarja volt. Apja az Egyiptomban függetlenedő Túlúnidák oldalán futott be fényes karriert a 9–10. század fordulóján, de élete végén bebörtönözték. Vele együtt fia is fogságba került, majd szabadulását követően részt vett az Ibn al-Mutazz-féle felkelésben. Ezután Egyiptomba ment, ahol a helyi kormányzó és a központi hadsereg vezetője jóvoltából egyre jelentősebb pozíciókat tölthetett be a szír-palesztin térségben. Bár már korábban kinevezést kapott (amit a bagdadi hatalmi viszályoknak köszönhetően rövid úton felülírtak), 935-ben vált csak önálló egyiptomi uralkodóvá. A Fátimidák támadásának kivédésével sikerült megszilárdítania pozícióját, és az anarchikus évtizedek után a béke, a rend és a prosperitás időszakát hozta el a Nílus-völgyi tartomány számára. Független helytartósága alatt igyekezett távol maradni a bagdadi intrikáktól, de mindvégig elismerte a tényleges hatalmukat elvesztő abbászida kalifák főségét, amit azok előbb a tiszteleti név megadásával, utóbb pedig helytartóságának örökletessé tételével honoráltak. Uralkodása jelentős részében különféle, Mezopotámiából érkezett ellenségek ellen kellett harcolnia Egyiptom védelmében, de a tartományon kívül – a küzdelemben pedig inkább a megvesztegetés, a lefizetés és a területi engedmények eszközeire hagyatkozott, mintsem katonai erejét kockáztatta volna. Ennek köszönhetően stabil, erős államot hagyott utódaira, érdemeit azonban a kortársak és az utókor szemében elhomályosították ambiciózusabb, pazarlóbb és felelőtlenebb kortársai.

## Származása
Ihsíd nagyapja, Dzsuff ferganai török zsoldoskatona (gulám) volt, aki a 9. század közepén került az Abbászida Kalifátus hadseregébe. Egy forrás szerint al-Mutavakkil kalifával egy napon halt meg 861-ben. Dzsuff fia, Tugdzs az Egyiptom és Szíria területén önálló fejedelemséget alapító Túlúnidák szolgálatába állt. Elképzelhető, hogy már a dinasztiaalapító Ahmad ibn Túlúnt (ur. 868–884) szolgálta, de Humáravajh ibn Ahmad ibn Túlún (884–896) idején már biztosan kimutatható ottani jelenléte. Szép karriert futott be: volt a dél-szíriai Damaszkusz, a palesztinai Tiberias, az észak-szíriai Aleppó (és kezdetben talán a kilikiai Tarsus) helytartója is. Amikor 905-ben a központi hadsereg Muhammad ibn Szulajmán vezetésével megbuktatta a Túlúnidákat, sikeresen átállt az oldalukra, és elérte, hogy a hadvezér kinevezze Aleppó helytartójává. Pártfogójával együtt azonban ő is börtönbe került, amikor al-Abbász ibn al-Haszan vezír a zsákmány elsikkasztásának vádjával 906-ban letartóztatta. Tugdzs még abban az évben elhunyt a börtönben, ahova két fiával, Muhammaddal és Ubajdalláhhal együtt zárták.

## A karrier felívelése
Halálát követően fiai rövidesen kiszabadultak, és az Abdalláh ibn al-Mutazz trónra tétele érdekében szőtt összeesküvés keretében állítólag személyesen is részt vettek az apjukat bebörtönöztető vezír meggyilkolásában al-Huszajn ibn Hamdán, a neves hadvezér oldalán. Mivel azonban al-Muktadir kalifa hatalmát nem sikerült megdönteni 908 decemberében, a fivérek elmenekültek Bagdadból: Ubajdalláh Júszuf ibn Abi sz-Szádzs ádzarbajdzsáni emír udvarában keresett menedéket, Muhammad pedig Szíriába menekült. Itt egy Abu l-Abbász ibn Bisztám nevű adófelügyelő környezetéhez csatlakozott alacsony rangban; pártfogója oldalán 910-ben jutott el Egyiptomba. Az itteni kormányzó, Takín rövidesen Ammán és a Jordántól keletre eső sivatagos területek helytartójává nevezte ki, amely minőségben szép sikert ért el 918-ban: megvédett egy zarándokkaravánt a beduin martalócoktól. Ugyanebben az évben csatlakozott a Fátimidák visszaverésére Egyiptomba küldött főparancsnok, Munisz al-Muzaffar seregéhez, és a későbbiekben – noha a forrásanyagban erre sehol sincs utalás – nagyon valószínű, hogy az utóbbival ápolt jó kapcsolatai segítették az előmenetelben.
Takín négy alkalommal viselte az egyiptomi helytartói hivatalt. Valamikor negyedik kinevezését (923) követően Ibn Tugdzs visszatért hozzá Fusztátba, de 928-ban elváltak útjaik, amikor Takín nem volt hajlandó őt kinevezni a megüresedett alexandriai tartomány élére. Ibn Tugdzs jobbnak látta elmenekülni Egyiptomból, ám rövidesen sikerült kieszközölnie, hogy Bagdadból kinevezést kapjon a palesztinai Ramla helytartóságába. 931-ben még előkelőbb hivatalt kapott: apja nyomdokaiba lépve Damaszkusz kormányzójává lépett elő. A két kinevezés mögött az ekkoriban hatalma csúcsán lévő Munisz befolyása sejthető.

## Az egyiptomi közjáték
Takín 933 márciusában halt meg, és utódjául a fiát, Muhammadot jelölte ki, aki azonban nem rendelkezett számottevő helyi támogatással. 933. augusztus 31-én kalifai üzenet érkezett Fusztátba, amely a damaszkuszi kormányzót, Ibn Tugdzsot nevezte ki Egyiptom helytartójává – beiktatása meg is történt, mert a hutbát (a pénteki szentbeszédet) az ő nevére mondták. Körülbelül egy hónapra rá új kormányzót neveztek ki Bagdadból mind Egyiptom, mind Damaszkusz élére: előbbi Ahmad ibn Kajgalag, a hivatalt korábban már betöltő férfiú, utóbbi pedig az Aleppót is megkapó Busri lett. Ibn Tugdzs mindeközben nem hagyta el Damaszkuszt, ami azzal magyarázható, hogy értesült pártfogója, Munisz 933 szeptemberében bekövetkezett bebörtönzéséről – ebben az összefüggésben az is érthetővé válik, hogy miért is nevezték ki, majd vonták vissza kinevezését ilyen rövid idő leforgása alatt. Busri megpróbálta elragadni Damaszkuszt Ibn Tugdzstól, de az legyőzte és foglyul ejtette ellenfelét. Al-Káhir kalifa erre Ibn Kajgalagot bízta meg a leverésével, ő pedig fel is vonult, de összecsapás helyett kiegyezett a Damaszkuszt megtartó ellenfelével.

## Egyiptom megszerzése
934-ben al-Káhir is megbukott, utódja, ar-Rádi kalifa pedig úgy próbálta megerősíteni uralmát a nyugati térség felett, hogy al-Fadl ibn Dzsaafar ibn al-Furát személyében egyfajta teljhatalmú felügyelőt nevezett ki Szíria és Egyiptom élére. Ő még régebben házassági kapcsolatra lépett Ibn Tugddzsal, összeházasítva a fiát annak egy lányával. A teljhatalmú megbízott 935-ben szerzett rokonát nevezte ki Egyiptom kormányzójává. A Nílus-völgyi tartomány ekkorra már teljes anarchiába süllyedt: Ibn Kajgalagnak kettős harcot kellett vívnia Muhammad ibn Takínnal és a befolyásos pénzügyes al-Mádzarái családdal, eközben a katonák lázongtak zsoldjuk elmaradása miatt, és a nomádokkal együtt a lakosságot fosztogatták.
Ibn Tugdzs szárazföldön és tengeren is támadásba lendült. Ibn Kajgalag egy ideig fel tudta tartóztatni a szárazföldi csapatait, azonban miután az ellenséges flotta bevette Tinníszt és felhajózott Fusztátig, a bekerített emír a Fátimidákhoz menekült. Augusztus 26-án Ibn Tugdzs bevonult a fővárosba. Ebben a helyzetben a katonaság egy része – az alexandriai helyőrség parancsnoka, al-Habasi és két flottaparancsnok, Badr ibn Ali és Badzskam – a Fátimidák behívása mellett döntött. 936 áprilisában a berber támadók elragadták Alexandriát, de Ibn Tugdzs a fivére segítségével 936 novemberére kiverte a támadókat a tartományból. Ibn Takínt és a Mádzaráikat is sikerült a maga oldalára állítania és udvarába gyűjtenie. Így már hozzáláthatott a rend és a nyugalom helyreállításához, amit a fosztogatás elleni kemény fellépéssel el is ért.

## Uralkodása

### A prosperáló Egyiptom
Ibn Tugdzs tehát rövidesen stabilizálni is tudta a hatalmát. Úgy tűnik, uralkodásának tizenegy éve alatt Egyiptomban béke és nyugalom honolt, legalábbis erre következtethetünk abból, hogy a források nem tesznek említést lázadásokról, sem beduin betörésekről, sem katasztrófákról, amik a korábbi vagy későbbi időszakokban rendszeresen előfordultak. A fejedelem arra használta ki tartománya felvirágzását, hogy ütőképes hadsereget hozzon létre fekete gyalogságból és török lovasságból – seregét azonban a későbbiekben csak végszükség esetén vetette be harcban, ellenfeleit többnyire fenyegető felvonulással, bőkezű pénzjuttatással és kompromisszumokkal próbálta leszerelni.

### Az „ihsíd” cím
A kalifátus megdöntésére törő, síita Fátimidák feletti diadal kedvező fogadtatásra talált Bagdadban, így Ibn Tugdzs önálló uralmát akkor sem próbálták felszámolni a központból, amikor 936-ban Muhammad ibn Ráik főemíri kinevezést kapott Bagdadban. (Ebben szerepe lehetett annak is, hogy Ibn al-Furát 937-ben vezíri hivatalt töltött be Ibn Ráik mellett.) 938-ban – nyilván bőséges ajándékok kíséretben – az egyiptomi fejedelem kéréssel fordult ar-Rádi kalifához: kérte, hogy hivatalosan ruházza fel a ferganai török eredetű, „fejedelem” jelentésű „ihsíd” tiszteleti névvel. A krónikus pénzhiánnyal küszködő központi kormányzat ráállt, hiszen egy efféle gesztusért újabb bőséges ajándékokra számíthatott, de a hivatalos értesítés csak 939 júliusában érkezett meg Egyiptomba. Ibn Tugdzs ettől kezdve az al-Ihsíd nevet használta levelezésében és erre mondatta a szentbeszédet, pénzérméin azonban csak 941-től fogva tüntették fel az újonnan szerzett titulust.

### Egyiptom védelmében
Muhammad ibn Ráik 938-ban megbukott, és a főemíri pozíciót egy korábbi tisztje, Badzskam szerezte meg. Riválisával úgy egyezett meg, hogy elhagyja Bagdadot, aminek fejében kinevezést kapott az eufráteszi vidék (Dijár Mudar tartomány) és az Aleppó központú Kinnaszrín tartomány élére. Ibn Ráik azonban ennél jóval nagyobb terület kihasítására tett kísérletet: Aleppó mellett meghódította a határtartományokat (Szugúr és Avászim), majd délre indult, és rövid úton Homsz és Damaszkusz is a kezébe került. Az Ihsíd fivére, Ubajdalláh vezette helyi erők jobbnak látták visszavonulni az erős ellenfél elől. Ibn Ráik 939 őszén már Ramlába is bevonult, mire az egyiptomi fejedelem maga állt csapatai élére, és november-decemberben a Sínai-félszigeten elérte tovább nyomuló ellenfelét. Kisebb összetűzések után a két vezető kompromisszumot kötött: Ibn Ráik nagy pénzösszeg kifizetése fejében kivonult Palesztina nagy részéből. Rövidesen a kalifa is szentesítette a helyzetet: Ibn Ráik átvette Tiberiast és az attól északra fekvő területeket, Ihsíd pedig megmaradt Ramla és Egyiptom birtokában. (A háború alatt, hogy nyomást gyakoroljon a kiváró álláspontra helyezkedő kalifára, Ihsíd azzal fenyegetett, hogy al-Káim fátimida uralkodó hűségére tér, akinek még házassági szövetséget is ajánlott.)
940 május-júniusában Ibn Ráik ismét lerohanta Palesztinát, mire Ihsíd nagy erőkkel felvonult ellene. A Sínai-félszigeten, al-Arís városánál csapott össze a két sereg. Az egyiptomiak vereséget szenvedtek, de a sorok gyors rendezésének köszönhetően sikerült rajtaütni a támadókon, akik így Damaszkuszig vonultak vissza. Ihsíd Abu Naszr al-Huszajn nevű fivérére bízta a hadjárat folytatását, de ő az észak-palesztinai Laddzsún mellett vívott csatában vereséget szenvedett és elesett. Ekkor viszont Ibn Ráik tett békülékeny gesztusokat: méltó temetést biztosított Abu Naszrnak, majd a fiát, Muzáhimot túszként Fusztátba küldte, felajánlva a bosszú lehetőségét Ihsídnek. Amaz tisztelettel fogadta a túszt, hozzá adta Fátima nevű lányát, és ígéretet tett évi 140 000 dénár kifizetésére annak fejében, hogy ellenfele ismét Tiberiasig vonul vissza.

### A bagdadi hatalmi harcok és hatásaik
940-ben ar-Rádi kalifát al-Muttaki váltotta a trónon, aki a nem sokkal később meggyilkolt Badzskam helyére nem nevezett ki főemírt. A hadsereg rövidesen fellázadt, és Kúránkídzs személyében egy dajlamit juttatott ebbe a pozícióba, mire a központi sereg törökjeinek jelentős része elmenekült a fővárosból: Moszulon át Damaszkuszba vonultak, és rávették Ibn Ráikot, hogy térjen vissza a Bagdadba. Az 941 nyarán indult el, de 942 tavaszán ki kellett vonulnia ellenfelei elől, mire a moszuli helytartó, a hamdánida Nászir ad-Daula meggyilkoltatta, és magának szerezte meg a főfejedelemséget. Miközben bevonult a fővárosba, kisebb csapatokat küldött Ibn Ráik megüresedett tartományainak elfoglalására: Dijár Mudart és Aleppó környékét meg is tudta szerezni. Eközben Ihsíd seregei Dél-Szíriába vonultak be, majd a fejedelem 942 júniusában elhagyta Egyiptomot, és egészen 943 januárjáig Damaszkuszban maradt, ahonnan gyakorlatilag megvásárolta a Hamdánidák embereinek hűségét.
Év végén ellenfelei visszatértek, ezúttal Nászir ad-Daula unokatestvére, al-Huszajn ibn Szaíd ibn Hamdán vezetésével, és egészen Homszig nyomultak. (Pénzleletek alapján az sem elképzelhetetlen, hogy Tiberias térségéig is eljutottak). A gyenge helyi erők inkább nem vállalták a harcot vagy átálltak. Eközben Nászir ad-Daula kiszorult Bagdadból, és miután ellenfele, a török Túzún két súlyos vereséget mért rá és még Moszulból is kiűzte, 944 májusában békét kötött vele. Túzún főemírségének elismeréséért és nagy összegű adóért cserébe ellenfele elismerte őt Észak-Szíria birtokosának. Eközben a magát hamdánida védnökség alá helyező kalifa önálló politizálásba kezdett: Rakka városába települt, ahonnan tárgyalásokba kezdett Túzúnnal, de egyúttal Ihsídet is segítségül hívta.
A kalifa által behívott, szíriai területeit visszaszerezni kívánó Ihsíd 944 májusában vonult ki fővárosából, augusztusra pusztán közeledésével elűzte a Hamdánidákat Aleppóból, majd szeptember 5-én személyesen is találkozott a kalifával Rakkában. Úgy tűnik, Muttaki megpróbálta rávenni, hogy vonuljon Túzún ellen Bagdadba, amire azonban az egyiptomi fejedelem nem volt hajlandó – ehelyett győzködni próbálta a kalifát, hogy ő települjön Egyiptomba, ahol védelmet tud biztosítani neki. (Ez rendkívül nagy presztízst jelentett volna Ihsíd számára, de nem tűnt valószínűnek, hogy a kalifa feladja nagy hírű fővárosát azért, hogy egy távoli tartomány hadurának markába kerüljön.) Végül Muttaki megerősítette őt Egyiptom, Palesztina, Szíria és a Hidzsáz birtokában, továbbá harminc évre örökletessé tette „helytartóságait”. Cserében Ihsíd megígérte, hogy amíg a kalifa Rakkában tartózkodik, támogatni fogja. Ez nem sokáig volt így: röviddel az egyiptomi uralkodó távozását követően megegyezett Túzúnnal, aki október 12-én az Eufrátesz partján ünnepélyesen fogadta az intrikus kalifát, akit megvakíttatott és letett a trónról. Az új kalifa, al-Musztakfi megerősítette Ihsíd kinevezését.

### Küzdelem és megosztozás Szajf ad-Daulával
944 októberében a Hamdánidák ismét megtámadták Szíriát, most Nászir ad-Daula fivére, Szajf ad-Daula vezetésével. A 945 januárjában hazaérkező Ihsíd kisebb erőket küldött ellenük két eunuch, az udvarában fontos szerepet betöltő Abu l-Miszk Káfúr és Fatík vezetésével, ám ők az Orontész hídján, ar-Rasztan városánál súlyos vereséget szenvedtek és elmenekültek, kiürítve Szíriát. Szajf ad-Daula április-május folyamán Damaszkuszig vonult. A hírre Ihsíd ismét személyesen állt serege élére áprilisban, de Ramla és Tiberias városából már tárgyalásokba kezdett az ellenséggel: felajánlotta, hogy ha kivonul Damaszkuszból, elismeri az északabbi területek urának, és – ahogy annak idején Ibn Ráiknak – évi adót fizet neki. Szajf ad-Daula nem fogadta el az ajánlatot, ehelyett Egyiptom megtámadásával fenyegetett. Tévedett: az Ihsíd által megvesztegetett városiak elárulták, így kénytelen volt visszavonulni. A döntő csatára Kinnaszrín közelében került sor májusban. Ihsíd csellel győzött a merész hamdánida felett, aki Aleppóba, majd Rakkába menekült előle. Az egyiptomi csapatok csak Aleppóig üldözték, amit kifosztottak.
Ekkor a diadalmas Ihsíd ismét békét ajánlott, lényegében megismételve a palesztinai feltételeket: elismerte Szajf ad-Daulát Homsz, Észak-Szíria és a határvidék urának, évi adót ajánlott neki, továbbá megállapodtak abban, hogy egy nőrokona (lánya vagy unokahúga) feleségül megy a hamdánida hadvezérhez. A már-már érthetetlenül kedvező feltételek magyarázata abban rejlik, hogy Ihsídnek nem fűződött különösebb érdeke Észak-Szíria megtartásához – jól mutatja ezt, hogy korábbi hadjáratai után is csak jelentéktelen erőket hagyott a tartományban, amelyek nem voltak képesek ellátni annak védelmét, és hogy engedte fosztogatni a csapatait Aleppóban. A térség birtoklása egyébként is számos gonddal járt: színtere volt az igen költséges bizánci háborúknak, ráadásul rendszeres beduin zavargásokkal is lehetett számolni. Így viszont az egyiptomi fejedelem sikeresen felállított egy ütközőállamot  saját értékes területei, illetve Bizánc és a kiszámíthatatlan Mezopotámia között.

## Halála, örökösödése

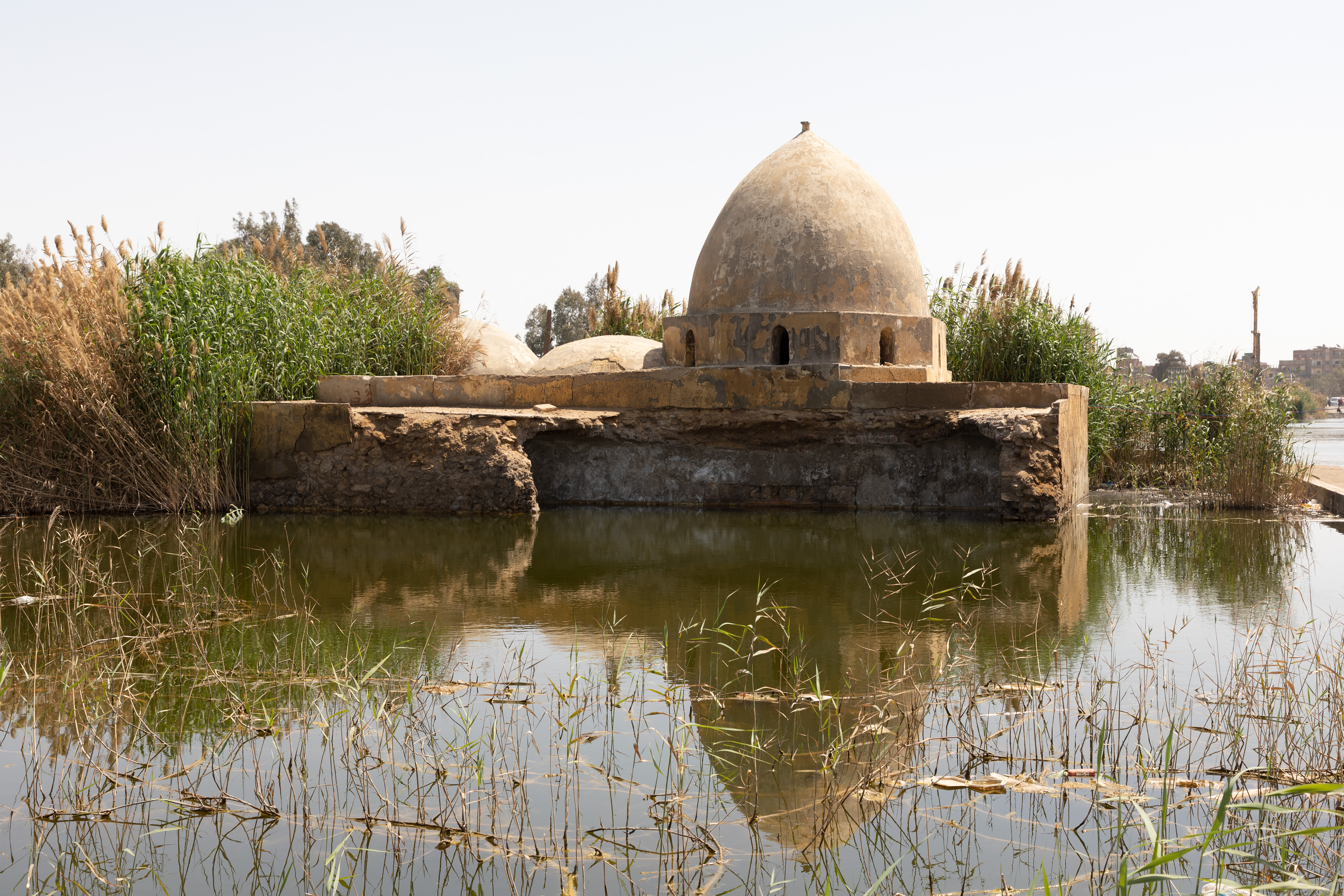
A Tabátaba sarífok fusztáti családi mauzóleuma, az ihsídida kor egyetlen fennmaradt építészeti emléke (945-ből)

Miután megegyezett Szajf ad-Daulával, Ihsíd nem tért vissza Egyiptomba: Damaszkuszban fogadott egy bizánci követséget, és májusban ő maga is küldött néhány tarsusit Konstantinápolyba egy fogolycsere ügyében tárgyalni. Itt megbetegedett, és 946. július 24-én meghalt. Holttestét bizalmasa, Káfúr Jeruzsálemben temettette el, aki a szíriai csapatok nagy részével Egyiptomba vonult, hogy biztosítsa gazdája fiának zavartalan örökösödését. A fogolycserét végül a kilikiai muszlimok új ura, Szajf ad-Daula bonyolította le.
Ihsíd kezdettől fogva örökös fejedelemség kialakítására törekedett, amit jól mutat, hogy gyermekei kiskorúságakor fivérét fogadtatta el örököséül, majd 943 őszén Abu l-Kászim Únúdzsúr (másképp Unúdzsar vagy Unúdzsúr) nevű fiára eskette fel seregének vezetőit és tartománya előkelőségeit. Ettől kezdve távollétében a fia irányította Egyiptom ügyeit. A fejedelemség örökletességét és Únúdzsúr örökösi státuszát 944 szeptemberében al-Muttaki, majd ezután az őt váltó al-Musztakfi, végül a 946 elején trónra tett al-Mutí kalifa is elismerte.
A történelem menete végül úgy alakult, hogy az Ihsídidák dinasztiája a megelőlegezett harminc évet sem tudta letölteni. Únúdzsúr 961-es halálát követően a fivére, Abu l-Haszan Ali került trónra, és amikor ő 966-ban szintén elhunyt, az Ihsíd halála óta gyakorlatilag teljhatalommal rendelkező Abu l-Miszk Káfúr maga foglalta el az uralkodói trónt két évvel később bekövetkező haláláig. A fekete eunuch halálát követően a természeti katasztrófáktól sújtott Egyiptom gyakorlatilag azonnal megnyílt a Fátimidák előtt, akik 969-ben bevonultak a Nílus-völgybe, véget vetve az ihsídida uralomnak.

## Emlékezete
Ihsíd kétségkívül eredményes uralkodó volt abban a tekintetben, hogy egy stabil, békés, erős birodalmat tudott kiépíteni és továbbadni utódainak. (Minden jel arra utal, hogy ez volt életcélja is, semmi több.) A forrásokban mégis leginkább kisszerűsége domborodik ki; Jahja ibn Szaíd al-Antáki szerint hirtelen haragú, fondorlatos, kapzsi, falánk és pompakedvelő volt, különösen az illatszerekben és a díszes tárgyakban lelte örömét. A példaképének tekintett Ahmad ibn Túlúnnal ellentétben nem törekedett arra, hogy minden áron tovább növelje birodalmát, és minél híresebb hadvezérként vonuljon a történelembe – Egyiptom védelmében bármiféle aggály nélkül lemondott egyéb területeiről még akkor is, ha legyőzte az ellenfeleit, és akkor sem erőltette az összecsapást, ha egyébként ő volt a vitathatatlanul erősebb fél. A muszlim világ szemében az sem volt pozitívum, hogy előszeretettel támaszkodott a helyi kopt keresztény és zsidó kisebbségre az államigazgatásban. Nevéhez nem fűződnek jelentős építkezések, és számos kortársával ellentétben a kultúrát sem pártolta. Nem volt tehát dicsőséges uralkodó (ellentétben például a fejedelemként súlyos kudarcokat valló Szajf ad-Daulával), akinek jeles tetteit költők és krónikások örökítették volna meg.